# 気分は名探偵
『気分は名探偵』（きぶんはめいたんてい）は、1984年10月6日から1985年3月30日まで日本テレビ系列の毎週土曜21:00 - 21:54（土曜グランド劇場）にて放映されたテレビドラマ。全26話。

## あらすじ
思わぬきっかけで探偵事務所で働くことになった主人公の夢野圭介は、事務所所長の吉原聖子や元刑事の津村浩三らと、次々に起こる事件に巻き込まれていく。

## 出演者
- 夢野圭介：水谷豊
- 吉原聖子：朝丘雪路（第1回 - 第18回・第20回 - 最終回）
- 草間緑：岡江久美子
- 八田利男：ケーシー高峰（第1回 - 第4回・第7回・第8回・第10回 - 第14回・第16回・第17回・第19回 - 第24回・最終回）
- 加納礼：草野大悟（第1回 - 第5回・第7回 - 第10回・第12回 - 最終回）
- マリー池田：順みつき（第1回・第3回 - 第5回・第7回 - 第10回・第12回 - 最終回）
- 荒木紀信：船越栄一郎
- 大藪邦彦：片桐竜次（第1回 - 第4回・第7回・第8回・第10回 - 第14回・第16回・第17回・第19回 - 第24回・最終回）
- 吉原かおり：佐野量子[注釈 1]（第1回 - 第4回・第7回 - 第10回・第12回 - 最終回）
- 津村明子：一氏多佳美（第1回・第2回・第4回・第5回・第7回・第9回・第10回・第12回・第13回・第15回 - 最終回）
- 吉原良平：財津一郎（第1回・第10回 - 第12回・第16回・第24回・最終回）
- 津村浩三：藤岡琢也（第1回 - 第5回・第12回 - 第15回・最終回）
- 早川プロ（第1回 - 第4回・第6回 - 第14回・第16回 - 最終回）、スーパードライバーズ（第1回）

### ゲスト
第一回「夢野圭介 絶体絶命!!」
- 北野順子：田島令子
- 吉原建作：塚本信夫（第24回）
- 佐伯：天本英世
- 河野昌一郎：北原義郎
- 河野保江：八木昌子
- 秋田：丹古母鬼馬二
- 牧師：大月ウルフ
- タクシーの運転手：西尾徳
- 福島：南雲佑介
- 山形：若尾義昭
- 若山：奥村季久
- 宮城：原田高司
- 山倉：中屋敷哲也
- 小野：田原千之右
- 前田：折尾吉郎
- 高木：藤原益二
- 北野ワタル：原慎一郎

第2回「小さな依頼人」
- 河西隆一：山田吾一
- 並木町子：山口美也子
- 河西実：磯崎洋介
- ガソリンスタンド従業員：伊藤克信
- まゆみの母親：中村まり子
- 平野まゆみ：林佳子
- 看護婦A：堀佐和子
- 看護婦B：阪部芳好
- 少女の母親：佐野百合子
- 婦警：西坂和子
- 和服姿の女：佐久間茉知子
- 少女：井手多香子

第三回「消えたダイヤは八千万!?」
- 北小路綾乃：加藤治子
- 北小路春彦：小倉一郎
- 北小路夏彦：草川祐馬
- 北小路秋乃：石田みゆき
- 北小路冬彦：六浦誠
- 有助：奥村公延
- 美佐子：久保田民絵
- 女子大生A：大川直子
- 女子大生B：大林真由美
- 女子大生C：佐々木みどり
- 女子大生D：梶塚秀子
- 刑事：高橋桂三
- 一郎：坂田有規
- 男：平野実

第4回「怪盗の正体は?」
- 深沢重雄：車だん吉
- 池上ハル：原ひさ子
- 老婆：武知杜代子
- 婦人：池田道枝
- 有吉：石倉民雄
- 用心棒：大島宇三郎
- 社員A：森岡六太郎
- ガードマン：荒瀬寛樹
- めぐみ：石原香

第5回「おじいちゃんの秘密?」
- 坂田幸作：下條正巳
- 老人A：里木佐甫良
- 老婆A：磯村千花子
- 老人B：近松敏夫
- マスター：和沢昌治
- 坂田の息子：石津康彦
- 坂田の嫁：本庄和子
- 老婆B：橋本菊子
- 息子：中平良夫
- 嫁：大原真理子
- 若いサラリーマンA：山崎健二
- 若いサラリーマンB：花田光夫
- 若いサラリーマンC：大倉順憲
- ウエイトレス：佐川美紗

第6回「愛されすぎた男」
- 狭島優子：二宮さよ子
- 狭島有二：入川保則
- 生駒真澄：真木洋子
- 老婆：北城真紀子
- 医師：森田順平
- ドアマン：木場剛
- 真澄の助手：影山真弓
- 佐野道子：宮田直美
- 用心棒：団巌
- 体格のいい男：久慈英郎
- ピアニスト：飯吉馨
- モデル：小松八重子、壱岐たづ子、原久未子、木村その子、小山寿枝、黒木咲紀子、仲村直子
- ナレーター：山下美津子

第7回「ヤァ!と言った男」
- 小林兵吉：桜井センリ
- 斉藤洋介：鈴木正幸
- 主婦：角田淑子
- 女子大生A：野沢直子
- 女子大生B：福山美津子
- 主婦：加藤陽子
- 女子大生C：財前直見
- 女子大生D：今里直子

第8回「甘い言葉にご用心!」
- 白石君江：千うらら
- 和泉肇：小野武彦
- 遠藤晴美：賀川雪絵
- 管理人の老婆：滝奈保栄
- 久保弘一：大山豊
- 医者：松尾文人
- 女子銀行員A：桜井ゆうこ
- 女子銀行員B：根本明枝
- 女子銀行員C：田崎智代
- 看護婦：中根久美
- ホステスA：佐川美紗
- ホステスB：谷村洋子
- ボーイ：大平輝雄

第9回「圭介の仁義なき戦い」
- 増尾完治：高橋悦史
- 増尾美津子：亀井光代
- 篠田繭子：湖条千秋
- 古橋：きくち英一
- 山村：大久保康治
- 吉川：大谷誠二
- 島津：町田政則
- ウエイター：猪熊恒和
- ボーイ：杉欣也
- 増尾義子：松田麻衣子
- 増尾仁：鈴木健次郎

第10回「真犯人 み〜つけた!」
- 志村幸子：高沢順子
- 市川安子：十勝花子
- 橋口京子：橘雪子
- 山上キヨ：町田博子
- 山上弘子：野竹和子
- 主婦1：前沢保美
- 主婦2：森田遥
- 島田：伴直弥
- 男A：赤城太郎
- 男B：田中洋介
- ジュン：庄司恵子
- 主婦A：岡本瑞恵
- 主婦B：伊尾明子
- 主婦B：青坂章子
- 刑事A：田辺洋（第21回・最終回）
- まゆみ：久保田真子

第11回「ミンク騒動!!」
- 安井四郎：浜田晃
- 峯良弘：草間昇吾
- 広田：江角英明
- 広瀬：二見忠男
- 山川夫人：工藤明子
- 西村夫人：藤江リカ
- 稲村明子：あき竹城
- 山岡竹子：一城みゆ希
- 津金夫人：太田淑子
- 大垣夫人：猪俣光世
- 栗原夫人：山梨桂子
- 山本：高林幸兵
- 小田：広世克則
- 南川：真田陽一郎
- 田村：山岸樹美雄
- 組員1：時本和也
- 組員2：櫛田純男
- 組員3：上地雄大
- 組員4：河原崎洋夫
- エレクトーン奏者：後藤直規
- 管理人：戸川暁子
- ワイン係：藤井章人
- 組員5：由利勝郎
- 組員6：赤沼晃

第12回「ときめきメリークリスマス」
- 倉田早苗：岩本多代
- 桜井照夫：山口良一
- 倉田栄一：小寺大介
- 池内貞子：北島京子
- 倉田桃子：中村綾子
- 池内大作：山本保夫
- 落合透：三橋純
- 酔っぱらい1：篠田勝夫
- 酔っぱらい2：油井真喜雄
- 酔っぱらい3：永井幸司
- 酔っぱらいA：佐藤功
- 酔っぱらいB：山下一廣
- ウェイトレス：石原真理
- 酔っぱらいの女（声）：坂井寿美江

第13回「突然ですが結婚します!」
- 落合里子：西川ひかる
- 大河内肇：入江正徳
- 山下勉：村瀬正彦
- 落合忠：石野健司
- 医師：有馬光貴
- 女の子A：山田由貴
- 女の子B：根本幸絵

第14回「どんぐり小僧の涙」
- 森村紀子：立石涼子
- 森村祐司：柴田一幸
- 森村：広瀬昌助
- おばさん：岸井あや子
- 女主人：金子勝美
- 女性容疑者：松本啓子

第15回「お見合いなんてイヤ!!」
- 草間フミ：初井言栄
- 黒原鈴子：塩沢トキ
- 黒原一郎：峰竜太
- 神崎妙子：木村弓美

第16回「ひとめ会いたい!!」
- 杉浦：綿引勝彦
- 橋本：福崎和宏
- 里美：斉藤吏絵子（子役）
- 容子：一柳みる
- 奥さん：三津木順
- 男の子：岡田太郎（子役）
- 警察官：三上剛仙
- ウェイトレス：今村奈緒美

第17回「命短し、恋せよ男」
- 八田房子：白木万理（第19回）
- 警官：谷川浩
- ボーイ：立原繁人
- ホステスA：宇治絵美
- ホステスB：小林るみ子
- ホステスC：真田亜美
- ホステスD：基義ミハル

第18回「17才の花嫁」
- 鎌田悦子：秋本理央
- 鎌田直子：五月みどり
- 倉本幸司：柳沢慎吾
- 飲み屋の客A：石倉民雄
- 飲み屋の客B：永谷悟一
- 飲み屋の客C：山崎健二
- 係員：柏木隆太
- 毛皮のコートの女：西坂和子
- 連れの女A：江口慶子
- 連れの女B：佐藤浩美
- 男A：増田再起
- 男B：竹本純平
- 男C：田原正二
- 男D：松本邦彦
- 男E：伊藤昌一
- 女A：福井裕子
- 女B：栗山登至

第19回「不良少女と呼ばないで!」
- 八田弘子：小林聡美
- 安西信二：松田洋治
- 安西京子：加藤みどり
- 女の子A：須藤依子
- 女の子B：仙名るみ

第20回「人生の並木路」
- 野崎友吉：阿藤海
- 野崎真弓：千野弘美
- 石井浩：梨本謙次郎
- 女：横尾香代子
- 外人の大男：ポール・セデルスキー
- 主婦：加藤陽子

第21回「ハードボイルドが愛した女」
- 三村信一：岩瀬威司
- 三村晴美：岩立絵美
- 三村善造：三谷昇
- 三村涼子：竹井みどり
- ウエイトレス：小沢春美

第22回「猫を愛した老女」
- 種田良江：野村昭子
- 久保寺正：南利明
- 新田京子：木瓜みらい
- 小宮マミ：藤山律子
- 田川光：室井滋
- 大村医師：平野稔
- 矢萩：佐古雅誉
- 看護婦：堀佐和子
- 主婦：矢野いづみ
- 少年：中野智行
- 子供1：竹内紀美子
- 子供2：大和田英理
- 子供3：北尾伊織
- 子供4：村野将史
- 子供5：永倉一幸

第23回「探偵事務所は大騒動!?」
- 服部清志：長谷川諭
- 服部光次：豊原功補
- 服部静江：柳川慶子
- 松崎貴司：山田隆夫
- 宮坂：野村昇史
- 主婦：山川弘乃
- 女子大生A：斉藤美由紀
- 女子大生B：清水真喜子
- 女子大生C：丘路子

第24回「圭介のゴーストバスター?」
- 星野露子：山本みどり
- 巡査：外山誠二

第25回「圭介VS新米女性記者」
- 清水理恵：岡本舞
- 沢村：花沢徳衛
- 秋田：荒勢
- お婆さんの声：初井言榮
- インテリヤクザ：山西道広
- ビニ本ヤクザ：タコ八郎
- 坊主頭のヤクザ：岡田正典
- 山田：荻原賢三
- 女：龍のり子
- 同僚：原康義

最終回「旅立ち! 気分は大ハッピー」
- 平野洋平：小林稔侍
- 平野大輔：小林健一
- 佳恵：秋谷陽子
- 淳子：早瀬悦子
- 磯村：田原千之右
- 山下：早瀬主税
- 鑑識：村上幹夫

## スタッフ
- 脚本：宮田雪、岸田理生、田村多津夫、石原純一、金子裕、柏原寛司
- 音楽：羽田健太郎
- 技術：松下滋
- カメラ：興膳幹雄、西沢正喜
- 照明：細川登喜二
- 音声：島孝之
- 調整：原和久
- 効果：倉橋静男
- 編集：伊藤信行
- MA：大森良憲
- 美術：平井堯
- 装置：田村美則
- 装飾：佐藤八四三
- 持道具：小川和男
- 衣裳：高西真一
- メイク：田島絹江
- PR：吉武多恵子
- タイトル：丸山能明
- 演出補：石川達郎、是沢邦男、吉田使憲
- 記録：林満利子、小倉千加子
- 製作担当：榎本和秋
- 音楽ディレクター：鈴木清司
- 協力：よみうりランド・EAST、グリナード永山、JEWEL 光翔
- スタントディレクター：神宮司
- 衣裳デザイン：芦田淳
- 衣裳協力：鳥居ユキ、マグー（株）、ミカレディ
- 撮影協力：東亜国内航空、平戸観光ホテル蘭風、平戸市薄香漁業協同組合、西肥自動車
- プロデューサー補：小池仁
- 制作協力：生田スタジオ
- プロデューサー：山口剛、菊池昭康
- 演出：高井牧人、梅谷茂、新沢浩、水島総、河野和平、中山史郎
- 製作：日本テレビ、ユニオン映画

## 主題歌
「人魚の誘惑」
作詞：伊勢正三、井上毅 / 作曲：伊勢正三 / 編曲：石川鷹彦 / 唄：水谷豊（フォーライフレコード）

## 各話リスト
| 話数 | 放送日        | サブタイトル                     | 脚本       | 演出     |
| ---- | ------------- | -------------------------------- | ---------- | -------- |
| 1    | 1984年10月6日 | 夢野圭介絶体絶命!!（前篇／後篇） | 宮田雪     | 高井牧人 |
| 2    | 10月13日      | 小さな依頼人                     | 宮田雪     | 高井牧人 |
| 3    | 10月20日      | 消えたダイヤは八千万!?           | 岸田理生   | 梅谷茂   |
| 4    | 10月27日      | 怪盗の正体は?                    | 宮田雪     | 新沢浩   |
| 5    | 11月3日       | おじいちゃんの秘密?              | 田村多津夫 | 水島総   |
| 6    | 11月10日      | 愛されすぎた男                   | 岸田理生   | 梅谷茂   |
| 7    | 11月17日      | ヤア! と言った男                 | 宮田雪     | 高井牧人 |
| 8    | 11月24日      | 甘い言葉にご用心!                | 宮田雪     | 新沢浩   |
| 9    | 12月1日       | 圭介の仁義なき戦い               | 石原純一   | 河野和平 |
| 10   | 12月8日       | 真犯人み〜っけた!                | 宮田雪     | 水島総   |
| 11   | 12月15日      | ミンク騒動!!                     | 岸田理生   | 梅谷茂   |
| 12   | 12月22日      | ときめきメリークリスマス         | 宮田雪     | 河野和平 |
| 13   | 12月29日      | 突然ですが結婚します!            | 宮田雪     | 河野和平 |
| 14   | 1985年1月5日  | どんぐり小僧の涙                 | 石原純一   | 水島総   |
| 15   | 1月12日       | お見合いなんてイヤ!!             | 宮田雪     | 河野和平 |
| 16   | 1月19日       | ひとめ会いたい!!                 | 石原純一   | 河野和平 |
| 17   | 1月26日       | 命短し、恋せよ男                 | 宮田雪     | 水島総   |
| 18   | 2月2日        | 17才の花嫁                       | 柏原寛司   | 河野和平 |
| 19   | 2月9日        | 不良少女と呼ばないで!            | 宮田雪     | 水島総   |
| 20   | 2月16日       | 人生の並木路                     | 金子裕     | 中山史郎 |
| 21   | 2月23日       | ハードボイルドが愛した女         | 柏原寛司   | 河野和平 |
| 22   | 3月2日        | 猫を愛した老女                   | 岸田理生   | 水島総   |
| 23   | 3月9日        | 探偵事務所は大騒動!?             | 柏原寛司   | 河野和平 |
| 24   | 3月16日       | 圭介のゴーストバスターズ?        | 宮田雪     | 水島総   |
| 25   | 3月23日       | 圭介VS新米女性記者               | 石原純一   | 中山史郎 |
| 26   | 3月30日       | 旅立ち! 気分は大ハッピー         | 石原純一   | 河野和平 |